# Onycodes rubra
Onycodes rubra är en fjärilsart som beskrevs av Lucas 1891. Onycodes rubra ingår i släktet Onycodes och familjen mätare. Inga underarter finns listade i Catalogue of Life.